# Église du Calvaire de Tartu
Pour les articles homonymes, voir Église du Calvaire.
L'église du Calvaire de Tartu (en estonien : Tartu Kolgata kirik), jusqu'en 2013 église néo-apostolique de Tartu (en estonien : Tartu Uusapostlik kirik), est une église baptiste de Tartu en Estonie. Elle appartient à l'Union des Églises évangéliques libres et baptistes d'Estonie.

## Histoire
L'église est construite pour le compte de l'Église néo-apostolique d'Estonie, qui fait appel à l'architecte Raal Kivi. Les travaux sont achevés en 1994 et l'église est consacrée le 21 janvier 1995. Elle est située à Veski 40.
En 2013, en raison de la diminution du nombre de membres de la congrégation, l'Église néo-apostolique d'Estonie met le bâtiment de l'église en vente. L'édifice est acquis par l'Église baptiste du Calvaire de Tartu. Le 10 novembre 2013, le service de consécration baptiste a lieu dans l'église rénovée. Les services en estonien ont lieu le dimanche à 11h, les services en russe à 13h.

## Galerie

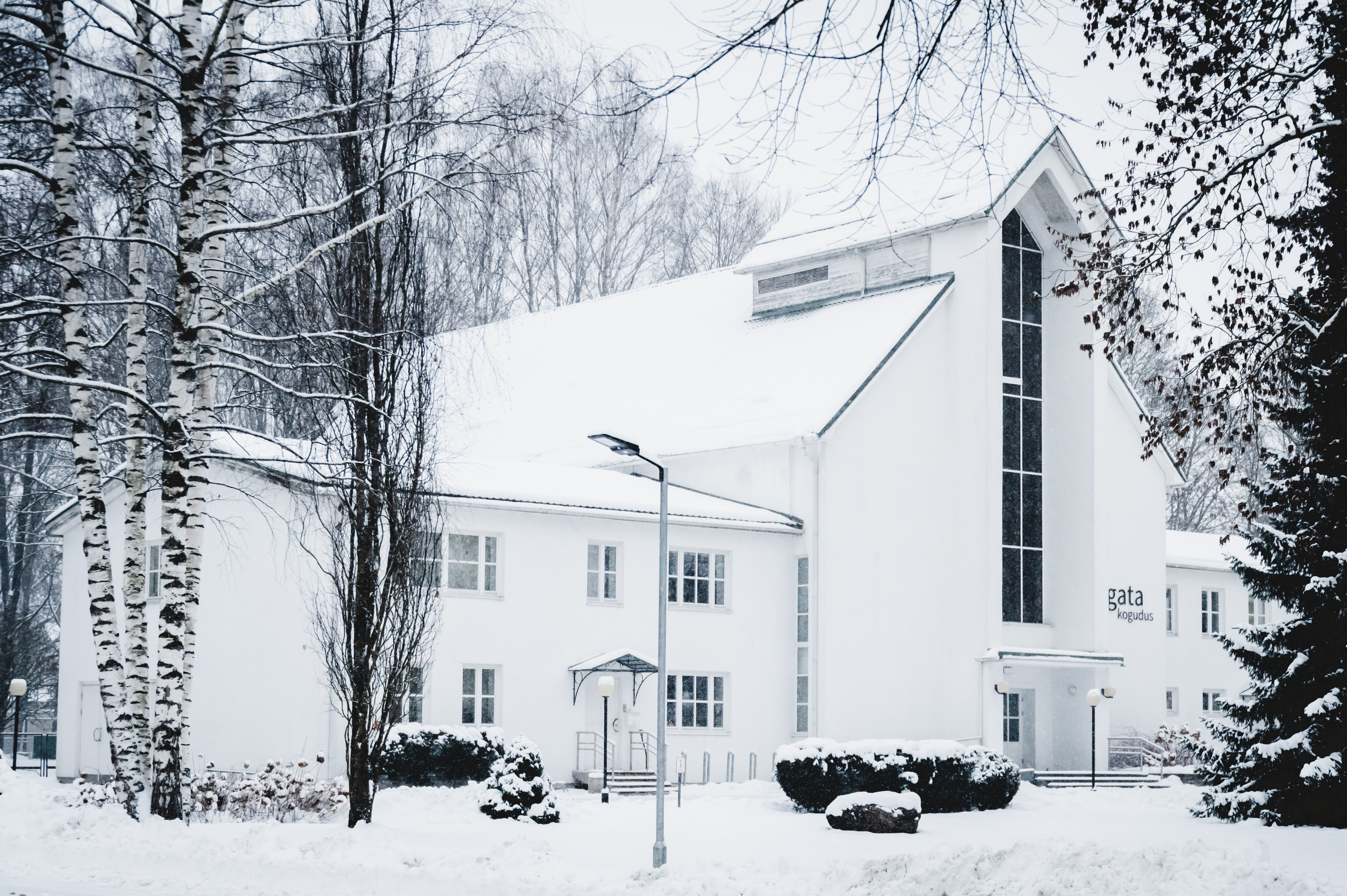
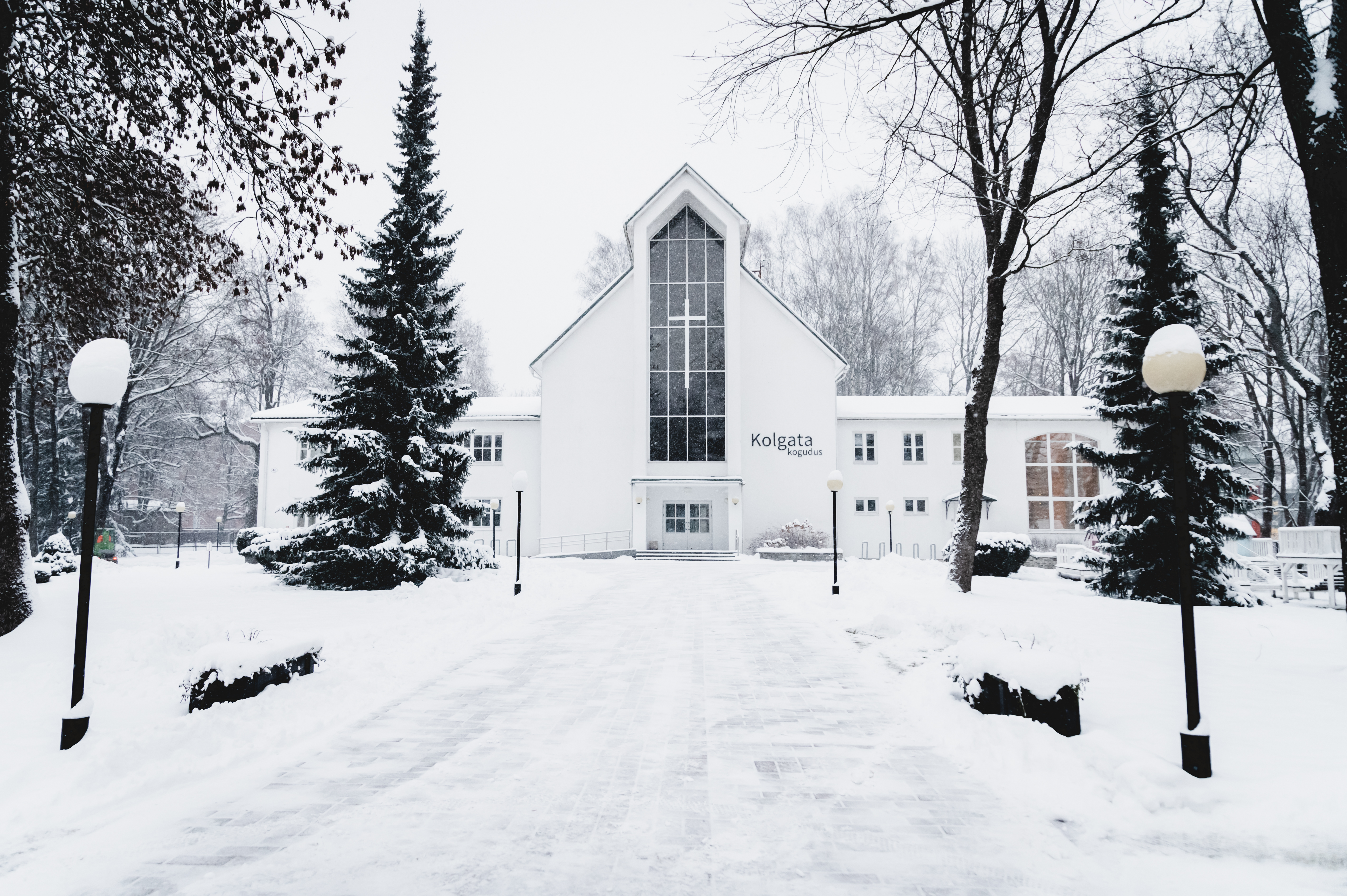
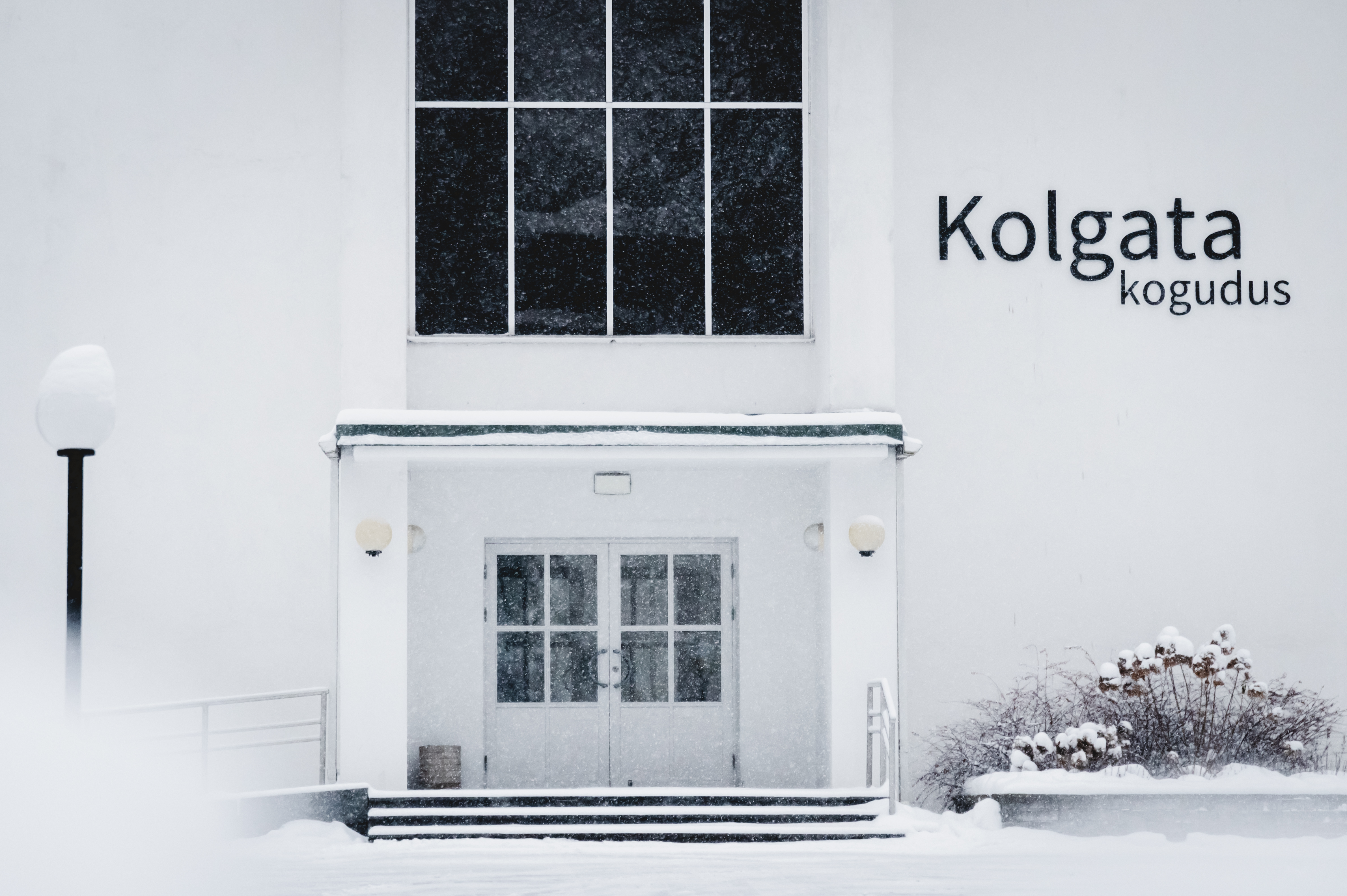